# Família Borba Gato
Os Borba Gato são uma importante família de origem açoriana, que no Brasil, se desenvolveu principalmente no estado de São Paulo, tendo entre seus membros muitos bandeirantes. A família surgiu no final do século XVI, na Ilha Terceira, como um fruto da união entre Isabel Afonso da Borba e Pedro Dias Gato.
Um célebre ancestral de Pedro Dias Gato é seu hexavô, Tristão Vaz, um desbravador do Reino de Portugal, um dos primeiros colonizadores da Madeira.

## Desenvolvimento

### Beatriz de Borba Gato
Primeira filha do casal Isabel Afonso Borba e Pedro Dias Gato. Casou-se por volta de 1613 com o açoriano Manuel Pacheco Linhares. Provavelmente continuaram vivendo nos Açores.
São seus descendentes até a segunda geração:
- João de Borba Gato — açoriano, bandeirante, nascido cerca de 1615 na Ilha Terceira. Tranferiu-se ao Brasil na década de 1630, faleceu em São Paulo em data imprecisa, provavelmente após 1670.
  - Manuel de Borba Gato
  - Maria de Borba Gato
  - Suzana Rodrigues de Borba Gato
  - Paulina de Borba Gato
  - Anna de Borba Gato
  - Isabel de Borba Gato
- Manuel Pacheco Gato — açoriano, bandeirante. Nasceu cerca de 1622, vindo a falecer em São Paulo, em 1692.
  - Martinho Paes de Linhares
  - Baltazar de Borba Gato
  - Manuel Pacheco Gato
- Bento de Borba Gato — açoriano, faleceu no Rio de Janeiro, em 1692.
  - Mateus de Borba Gato

### Belchior de Borba Gato
Segundo filho de Isabel Afonso da Borba e Pedro Dias Gato. Chegado no Brasil na década de 1620, casou-se com a paulista Ana Rodrigues de Arzão, filha do desbravador flamengo Cornelius de Arzam e Elvira Rodrigues De Aguilar. O casal se estabeleceu em São Paulo, na região de Santo Amaro, onde adquiriram terras.
São seus descendentes até a segunda geração:
- Belchior de Borba Gato — paulista, bandeirante, nascido em data desconhecida e morto em 1730.
  - Manuel de Borba Gato
  - Josepha de Borba Gato
  - Anna de Borba Gato
  - Antonio de Borba Gato
- Maria Beatriz de Borba Gato
  - Custódia Garcia
  - Anna Rodrigues Garcia
  - Maria Garcia Velho
  - Salvador Garcia Betim
  - Antonio Garcia Borba
- Lucas de Borba Gato — paulista, bandeirante. 
  - Anna de Borba Gato
  - Inês Monteiro
  - Maria Luiza
- Balthazar de Borba Gato — paulista, bandeirante. Nascido entre 1649 e 1655, falecendo em 1698, em Santana de Parnaíba.[2]
  - João de Borba Gato
  - Francisco de Borba Gato
  - Antonio de Borba Gato
  - José de Borba Gato
  - Catharina de Borba Gato
  - Anna de Borba Gato
  - Maria de Borba Gato
  - Sebastiana de Borba Gato
  - Isabel Fernandes